# 鄧國斌
鄧國斌，GBS（1951年12月1日—），前任香港審計署署長。

## 簡歷
鄧國斌在中學時期就讀於聖若瑟書院，1974年畢業於香港大學經濟及社會學系，同年10月加入香港政府政務職系。曾在牛津大學、倫敦商學院及多倫多金融業監管國際領袖中心進修，並在香港政府多個決策局及部門服務。
鄧國斌於1980年代中期在香港政府駐倫敦辦事處任職，1990年代初在香港廉政公署任職。
1998年3月至2000年1月，出任政府印務局局長；2000年1月至2003年11月，出任保險業監理專員。2003年12月起，出任香港審計署署長，於2012年退休。
鄧國斌2012年獲政府委任為南丫島海難調查委員會委員。
鄧國斌於2017年12月獲政府委任為廉政公署審查貪污舉報諮詢委員會主席，由2018年1月1日起生效，任期兩年。
鄧國斌的弟弟是前公務員事務局局長鄧國威。